# ستيفن بيترز
ستيفن بيترز (10 ديسمبر 1978 في المملكة المتحدة - ) (بالإنجليزية: Stephen Peters)‏ هو لاعب كريكت بريطاني. لعب مع نادي مقاطعة ورسسترشاير للكريكيت ‏ ونادي مقاطعة ساسكس للكريكت ‏ ونادي مقاطعة نورثامبتونشير للكريكت ‏.

## وصلات خارجية
- ستيفن بيترز على موقع إي آس بي آن كريك إنفو (الإنجليزية)